# ليو هينج
ليو هينج (6 يناير 1996 في الصين - ) هو لاعب كرة قدم صيني في مركز الدفاع. لعب مع نادي هينان جيانيي.

## وصلات خارجية
- ليو هينج على موقع قاعدة بيانات كرة القدم.إي يو (الإنجليزية)
- ليو هينج على موقع Soccerway.com (الإنجليزية)